# William E. Cox

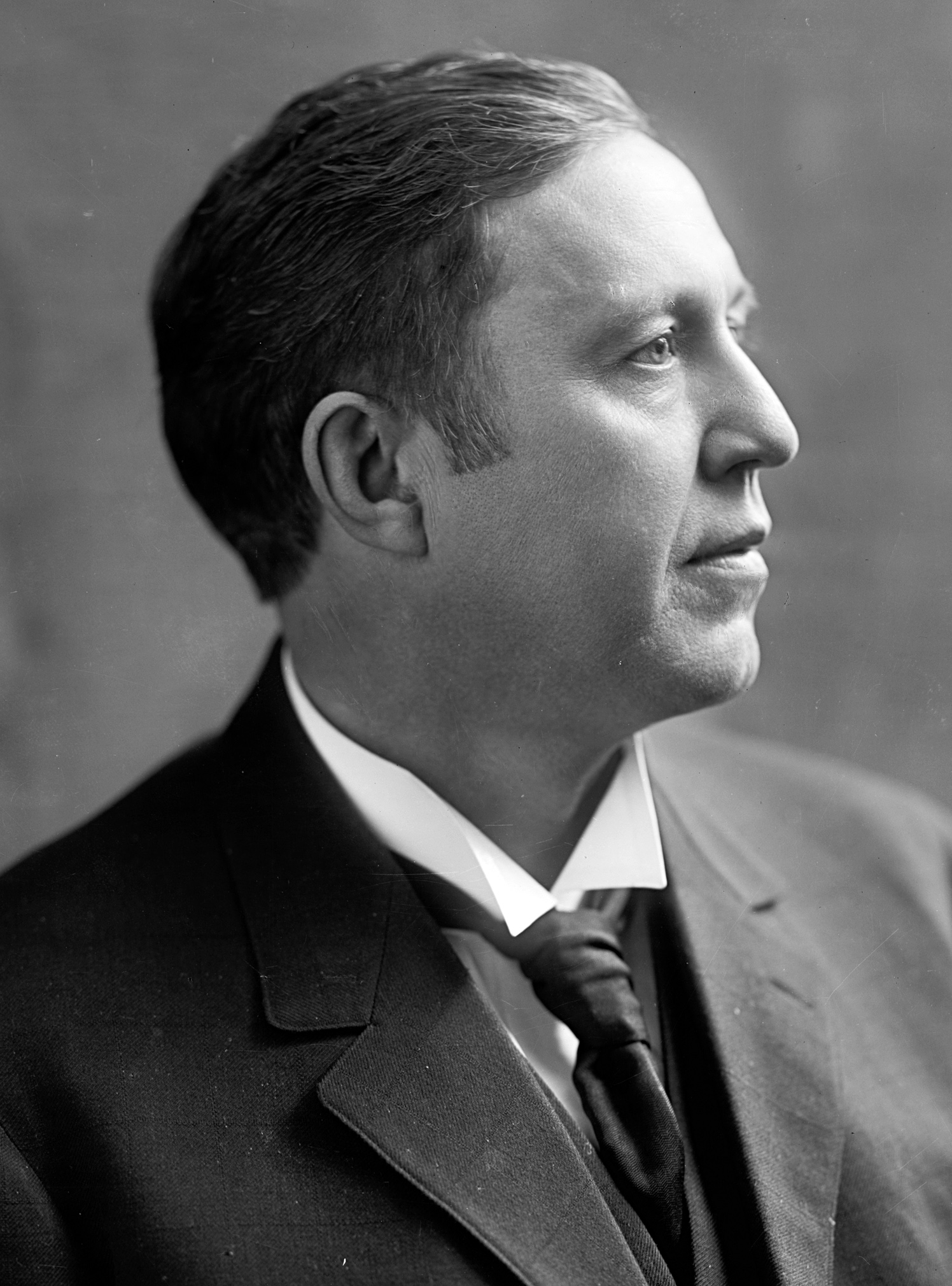
William E. Cox

William Elijah Cox (* 6. September 1861 bei Birdseye, Dubois County, Indiana; † 11. März 1942 in Jasper, Indiana) war ein US-amerikanischer Politiker. Zwischen 1907 und 1919 vertrat er den Bundesstaat Indiana im US-Repräsentantenhaus.

## Werdegang
William Cox besuchte die öffentlichen Schulen seiner Heimat und studierte danach bis 1888 an der Lebanon University in Tennessee. Nach einem anschließenden Jurastudium an der University of Michigan in Ann Arbor und seiner im Jahr 1889 erfolgten Zulassung als Rechtsanwalt begann er in Rockport in diesem Beruf zu arbeiten. Später verlegte Cox seinen Wohnsitz und seine Praxis nach Jasper. Zwischen 1892 und 1898 fungierte er als Staatsanwalt im elften Gerichtsbezirk von Indiana.
Politisch war Cox Mitglied der Demokratischen Partei. Bei den Kongresswahlen des Jahres 1906 wurde er im dritten Wahlbezirk von Indiana in das US-Repräsentantenhaus in Washington, D.C. gewählt, wo er am 4. März 1907 die Nachfolge von William T. Zenor antrat. Nach fünf Wiederwahlen konnte er bis zum 3. März 1919 sechs Legislaturperioden im Kongress absolvieren. In diese Zeit fiel der Erste Weltkrieg. Im Jahr 1913 wurden der 16. und der 17. Verfassungszusatz ratifiziert. Von 1911 bis 1913 war Cox Vorsitzender des Ausschusses zur Kontrolle der Ausgaben des Finanzministeriums.
Im Jahr 1918 wurde Cox nicht wiedergewählt. Nach seinem Ausscheiden aus dem US-Repräsentantenhaus praktizierte er wieder als Anwalt. Außerdem war er Vorstandsmitglied und später Präsident einer Firma, die Schreibtische produzierte. William Cox starb am 11. März 1942 in Jasper.